# Lee Peltier
Lee Peltier, né le 11 décembre 1986 à Liverpool, est un footballeur anglais qui évolue au poste de défenseur.

## Biographie
Formé à Liverpool, ce latéral droit de formation a remplacé le titulaire habituel à ce poste lors de la saison 2006-07, Steve Finnan, au cours des premiers tours de la Coupe de la League et au cours du 6e match de Ligue des Champions, dont l'issue était sans conséquence pour l'équipe, contre Galatasaray SK. Durant la seconde partie de la saison 2006-07, il a été prêté à Hull City.
Lors de la saison suivante, il est de nouveau prêté, mais cette fois-ci à Yeovil Town, club avec lequel il signe un contrat de 3 ans le 31 janvier 2008. Club qu'il quitte rapidement pour signer à Huddersfield Town où il fera plus de cent matchs pour le club, qui évoluait alors en troisième division.
Remarqué pour ses prestations et sa polyvalence, puisqu'il peut jouer dans l'axe de la défense ou plus haut au milieu de terrain, il signe un contrat de trois ans avec Leicester City le 21 juin 2011. Le 6 août 2011, lors de la première journée de la saison 2011-12 en Championship, il marque le premier but de la saison, contre Coventry City.
Et seulement une année après et une saison pleine, il rejoint Leeds United.
En mars 2014, il est prêté pour deux mois à Nottingham Forest.
Le 24 juin 2014, Peltier signe un contrat de trois ans avec Huddersfield Town.
Le 23 janvier 2015 il rejoint Cardiff City.
Le 2 juillet 2021, il rejoint Middlesbrough.

## Palmarès

### En club
- Cardiff City
  - Vice-champion d'Angleterre de D2 en 2018.